# Alarm in den Bergen
Alarm in den Bergen ist eine deutsche TV-Produktion aus dem Jahre 1963 im Auftrag des ZDF. Die 13-teilige Serie spielt in den bayerischen Alpen, im Grenzgebiet um Garmisch.

## Ausstrahlung
Die Erstausstrahlung erfolgte 1965 im Vorabendprogramm des ZDF, jeweils montags um 18:55 Uhr, auf dem Sendeplatz zwischen der Drehscheibe und den seinerzeit erst um 19:30 Uhr beginnenden heute-Nachrichten. Eine Wiederholung der Serie wurde von Ende 1967 bis Anfang 1968 im gemeinsamen Vormittagsprogramm von ARD und ZDF gezeigt, eine letzte Wiederholung bot das ZDF schließlich im Jahre 1971 an.

## Handlung
Als Hauptdarsteller sind die Grenzpolizisten Hans Maussner und sein Kollege Toni Kaiser zu sehen. In erster Linie dreht sich die Handlung um Schmuggler und Wilderer, Skiunfälle, Abstürzen von den Steilwänden und die Verfolgung von Mördern.

## Episodenliste
| Nr. | Originaltitel                         | Erstausstrahlung | Regie        | Drehbuch      |
| --- | ------------------------------------- | ---------------- | ------------ | ------------- |
| 1   | Die Spur verliert sich                | 15. Feb. 1965    | Armin Dahlen | Fred Dietrich |
| 2   | Höchste Gefahr - Einsatz Hubschrauber | 22. Feb. 1965    | Armin Dahlen | Fred Dietrich |
| 3   | Schußfahrt im Nebel                   | 8. März 1965     | Armin Dahlen | Fred Dietrich |
| 4   | Ein Toter als Zeuge                   | 15. März 1965    | Armin Dahlen | Fred Dietrich |
| 5   | Der Umweg                             | 22. März 1965    | Rainer Geis  | Fred Dietrich |
| 6   | Heiße Grenze                          | 29. März 1965    | Armin Dahlen | Fred Dietrich |
| 7   | Der Mörder ist flüchtig               | 5. Apr. 1965     | Armin Dahlen | Fred Dietrich |
| 8   | Tödliches Spielzeug                   | 12. Apr. 1965    | Armin Dahlen | Fred Dietrich |
| 9   | Harte Fäuste - rauhe Sitten           | 26. Apr. 1965    | Armin Dahlen | Fred Dietrich |
| 10  | Der Tod im Paket                      | 3. Mai 1965      | Armin Dahlen | Fred Dietrich |
| 11  | Der Raub des heiligen Florians        | 10. Mai 1965     | Armin Dahlen | Fred Dietrich |
| 12  | Verrat an der Grenze                  | 17. Mai 1965     | Armin Dahlen | Fred Dietrich |
| 13  | Ein Schock!                           | 24. Mai 1965     | Armin Dahlen | Fred Dietrich |

## Eigenschaften und Besonderheiten
Da viele Szenen in felsigem Gebiet und großen Höhen erstellt wurden, war man laut der DVD-Beilage bei den Dreharbeiten oft größten Gefahren ausgesetzt. Unterstützung erfuhr das Drehteam von der Bayerischen Bergwacht, der Bundeswehr, der Bayerischen Land- und Grenzpolizei  sowie der Österreichischen Bundesgendarmerie.